# Ilex macarenensis
Ilex macarenensis är en järneksväxtart som beskrevs av José Cuatrecasas. Ilex macarenensis ingår i släktet järnekar, och familjen järneksväxter. Inga underarter finns listade i Catalogue of Life.